# Chiesa di San Cipriano (Colonnella)
La chiesa di San Cipriano, detta anche chiesa dei Santi Cipriano e Giustina, è la parrocchiale di Colonnella, in provincia di Teramo e diocesi di San Benedetto del Tronto-Ripatransone-Montalto; fa parte della vicaria di San Giacomo della Marca.

## Storia
La precedente chiesa di Colonnella, che sorgeva nello stesso luogo, fu edificata nel XVI secolo.
La prima pietra del nuovo luogo di culto venne posta nel 1795; i lavori, condotti in base ai disegni dall'architetto elvetico Pietro Maggi, dopo la sua morte, sopraggiunta nel giugno del 1817, furono supervisionati dal figlio Carlo.
Negli anni settanta, in ossequio alle usanze postconciliari, l'altare originario fu spostato in posizione più avanzata; solo alcuni decenni dopo, nel 2000, venne aggiunto anche l'ambone in muratura.
Nel frattempo, nel 1995 l'edificio era stato interessato da un ampio intervento di risistemazione e di restauro volto a risanare le lesioni nelle strutture murarie e nelle coperture, che versavano in pessime condizioni.

## Descrizione

### Esterno
La facciata della chiesa, rivolta a sudovest, presenta centralmente il portale d'ingresso timpanato e una finestra architravata ed è scandita da lesene tuscaniche sorreggenti il fregio, caratterizzato da due triglifi, e il piccolo frontone di forma triangolare.
Annesso alla parrocchiale è il campanile a base quadrata, la cui cella presenta su ogni lato una monofora a tutto sesto ed è coronata dalla cupola a cipolla poggiante sul tamburo.

### Interno
L'interno dell'edificio si compone di un'unica navata, sulla quale si affacciano le cappelle laterali, introdotte da archi a tutto sesto, e le cui pareti sono scandite da lesene terminanti con capitelli ionici e sorreggenti la trabeazione modanata e aggettante sopra la quale si imposta la volta a botte ribassata; al termine dell'aula si sviluppa il presbiterio, rialzato di alcuni gradini, ospitante l'altare maggiore e chiuso dall'abside di forma semicircolare, coperta dal carico emisferico.
Qui sono conservate diverse opere di pregio, tra le quali la statua lignea avente come soggetto la Madonna del Suffragio, intagliata nel XVI secolo, e l'organo, costruito nel 1833 da Quirino e Gaetano Gennari.